# Hexatoma tristis
Hexatoma tristis là một loài ruồi trong họ Limoniidae. Chúng phân bố ở miền Tân bắc.